# 제43(웨섹스)보병사단
제43웨섹스 보병사단은 영국 육군의 보병사단이다. 원래 이 부대는 국토방위군의 일부로 웨섹스 사단이라는 명칭 하에 1908년 설립되었지만 1920년 다른 국토방위군 사단과 함께 해산되었다. 1915년에 사단은 제43(웨섹스)사단이 되었다. 국토의용군의 일부로써 1920년에는 제43(웨섹스)보병사단이라는 이름 하에 개편되었다. 제45보병사단 밑 제45제2웨섹스사단과 함께 임무 교대를 했으며, 이 사단은 제1차 세계 대전과 제2차 세계 대전 당시 정규군으로 복무했다. 사단은 제2차 세계 대전 당시 서부 전선 기간인 1944년 6월부터 1945년 5월까지 두각을 나타냈다. 이들은 전투에서 끔찍한 사상자가 발생했지만 훌륭한 평판을 받았으며, 독일 국방군에게는 노란 악마 혹은 영국 SS사단로 불리기도 했다. 사단은 다시 해체되었고, 전후 다시 국토방위군의 사단으로 편입되었다. 베켓은 2008년 활동을 중단한 국토방위군이 사령관과 주요 장교들이 임명된 1947년 3월 및 4월이 되기 전인 1947년 1월 1일부터 활동을 시작했다고 보고 있다. 1961년 5월 1일 사단은 제43웨섹스사단 군관구가 되는 군관구와 병합되었다.

## 역사

### 편성
사단은 1908년 설립되었지만 국토방위군의 일부로써 원래 명칭은 웨섹스 사단이었다. 이들은 햄프셔 여단, 남서부여단, 그리고 데본 및 콘월 여단을 비롯한 수많은 왕립포병군단과 왕립공병군단, 그리고 왕립육군의료군단의 지휘를 받았다.

### 제1차 세계 대전
1914년 9월 24일 1차 대전의 발발 이후 사단은 유럽에서의 활동을 필요로 했던 정규군에 대한 압박을 줄이기 위해 영국령 인도 제국으로의 해외 복무를 승인받았다. 포병과 보병의 사단 및 여단의 본부는 인도로 떠나지 않았다. 사단은 1914년 10월 9일 출발하여 11월에 인도에 도착했다. 인도는 여전히 제1차 대전으로부터 비교적 안전한 지역이었고, 주로 평시 복무를 하는 것으로 임무도 전환되었다. 그러나 이들은 중동 전역에서 싸우는 사단 교체 및 그 지역의 여단들에 대한 지원을 해주었기 때문에 완전히 참전하지 않은 것은 아니었다. 1915년 사단은 제43(웨섹스)사단으로 명칭이 바뀌었고 여단은 각각 제128보병여단, 제129보병여단, 제130보병여단으로 바뀌었다.

### 제2차 세계 대전
제43사단은 1차 대전 후 국토의용군 편제의 최전방으로 개편되었고, 나머지 국토방위군도 같은 절차를 거쳤지만 그 직후 1939년 9월 제2차 세계 대전이 발발했다. 1940년 5월 사단은 영국 해외원정군의 나머지 부대와 합류하기 위해 해외로 파병될 준비를 하고 있었다. 그러나 이들이 프랑스와 벨기에로 배치되기 전 프랑스 공방전과 영국 해외원정군의 됭케르크 전투를 통한 됭케르크 철수로 그들의 파병은 취소되었다. 독일의 영국 침공을 대비하고 영국 본토 항공전에서 독일 공군을 막기 위해 사단은 켄트를 중점적으로 본토 방어에 나서 영국에서 대부분의 시간을 보냈다. 1942년 바르바로사 작전 및 미국의 전쟁 참가 이후 상황은 바뀌었고, 제43보병사단은 유럽 본토로의 상륙에 대비했다. 1942년의 대부분 기간 동안 사단은 제46보병사단 및 제53웰시보병사단과 함께 제7군단의 일부에 소속되었다. 이 때 제7군단은 버나드 로 몽고메리가 지휘하고 있었다. 1942년 8월 제128보병여단이 재46보병사단으로 전환되었으며 1942년 9월에는 제34기갑여단이 혼용 사단이라는 실험 일부로써 이 제43웨섹스사단에 편입되었다. 그러나 북서 유럽 영토에서는 이러한 부대 편성이 적합하지 않다는 이유로 1943년 말 이러한 실험은 폐지되었으며 제34기갑여단은 같은 해 10월 제214보병여단으로 대체되었다. 이전 3월에는 사단은 새롭고 논란이 된 장ㄱ 지휘 편제를 도입하여 중령 길림 아이보르 토마스가 첫 사령관이 되었다. 그는 제1차 대전 당시 젊은 포병 사령관으로 복무한 훈장을 받은 사령관이었다. 그는 1945년 9월까지 사단을 지휘하기로 되어 있었다.

112고지 전투에서 독일군 박격포 공격에 엄폐물을 찾는 웨섹스 사단병들.

1944년 6월, 제43웨섹스사단은 오버로드 작전을 위해 노르망디로 이동했으며 노르망디 상륙 이후에는 영국 제2군과 함께 엡섬 작전에 참여했다. 7월에는 목성 작전을 통해 공격을 개시하여 제9SS기갑사단 호엔슈타우펜에 대항해 112고지에서 싸움을 벌였다. 이 작전에서 양측 모두 어마어마한 사상자가 발생했지만, 제43사단은 고지를 점령하는 데 성공했다. 제43웨섹스사단은 노르망디에서 훌륭하게 싸웠으며, 많은 영국 고위급 장교들은 2차 대전 당시 영국군 중 최고의 사단 중 하나로 꼽기도 했다. 남은 전쟁 기간 동안 영국 및 캐나다 군대를 지휘했던 버나드 로 몽고메리는 제43웨섹스보병사단과 제15스코틀랜드보병사단을 자신의 공격의 선두에 서게 하는 편성을 즐겨했다. 이러한 편성의 원인은 북아프리카 전역 및 지중해 전구 때부터 전쟁에 참여한 영국 제7기갑사단이나 제51하일랜드사단의 경우 거의 위험할 정도로 취약해진 사기를 가져 지치고 전쟁으로 넝마가 되었다고 판단했기 때문이었다. 제43웨섹스보병사단을 비롯하여 제15스코틀랜드보병사단 및 제59스태포드셔보병사단이나 제11기갑사단과 같이 영국에서 훈련을 받는데 몇 년을 쓴 편성 부대들은 사기의 문제가 크게 이슈가 될 것이 아니라고 보았다.
제43웨섹스보병사단은 센 강을 건넌 첫 영국군 사단이었고, 이들은 독일 제49보병사단과 프랑스 마을 베르농에서 도하 공격 중 충돌했다. 센 강 도하는 소령 브라이언 호록스의 지휘를 받는 영국 제30군단의 기갑 병력이 벨기에로 진격할 수 있는 기반이 되었다. 여전히 제30군단과 함께 제43웨섹스사단은 마켓가든 작전에서도 방위기갑사단을 지원하는 중요한 역할을 맡았다. 마켓가든 작전에서 제130보병여단 소속 도르셋 연대의 제4대대가 성공적으로 라인 강을 건넘으로써 아른험 전투 당시 상당한 피해를 입은 영국 제1공수사단을 구출해낼 수 있었다. 그러나 희생자가 컸으며, 제43보병사단이 후퇴하는 동안 수많은 도르셋 연대원들이 라인 강 북쪽에 남겨졌다. 이후 제43웨섹스보병사단은 미국 제84보병사단과 함께 클리퍼 작전에 참전했다.
제43웨섹스사단은 후에 미국의 벌지 전투에서 작은 역할을 담당했다. 이들은 제1캐나다군과 함께 베리터블 작전에서 중요한 역할을 맡아 라인 강을 건너는 데 성공했다. 서구 연합군의 독일 침공 때에는 커스하벤 반도에 도달하였다. 1944년 후기 서부 전선에 참여한 이래 제43웨섹스사단은 참여한 다른 연합군 사단처럼 엄청난 손실을 입었다. 각 부대마다 80%의 부대원들이 사망하였다. 한편 노란 악마 또는 영국 SS사단이라 알려진 제43웨섹스 보병사단은 12,500명의 사상자를 냈고 이 중 3,000명이 전사자였다.

### 전후
사단은 2차 대전 전후 국토방위군으로 다시 활동했지만, 1967년 4월 1일 왕립몬모트셔공병단이 제43웨섹스사단을 편제에 포함시켰다. 이후 모든 국토방위군은 1968년 해산되었다.